# El Vilar (Santa Pau)
El Vilar és una masia de Santa Pau (Garrotxa) inclosa a l'Inventari del Patrimoni Arquitectònic de Catalunya.

## Descripció
És un gran casal de planta rectangular amb el teulat a dues aigües, amb els vessants vers les façanes laterals. Disposa de planta baixa, primer pis i golfes. La porta d'accés principal va estar realitzada amb grans carreus i llinda sense inscripció. La casa va estar bastida amb carreus ben escairats als angles i obertures. Els murs es varen fer amb pedra volcànica i carreus mal tallats. Avui, una part, estan arrebossats i pintats. Destaquen les llindes situades en dues de les finestres ens donen les etapes de construcció de l'edifici: "1636" i "16 IHS 98 / ANTON VILAR".

## Història
La Fageda d'en Jordà va rebre el nom "d'en Jordà" el segle xviii, quan n'era propietària -del casal i del bosc que l'envoltava- na Teresa Jordà (1767). Actualment la Fageda és propietat de la Diputació de Girona que la va adquirir no fa gaires anys per tal de conservar-la i evitar la seva progressiva degradació. Això va fer que la Diputació es posés en contacte amb el govern militar de la Província de Girona i l'any 1984, una companyia de sapadors es van encarregar de les obres de restauració del casal de Can Jordà.